# Vysoké Tatry (stad)
Vysoké Tatry, tyska: Hohe Tatra (Höga Tatra) är en stad och kommun i regionen Prešov i norra Slovakien, i Tatrabergen. Staden, som har en yta av 360 km², har en befolkning som uppgår till 4 802 invånare (2005).